# Grotte de Guilá Naquitz

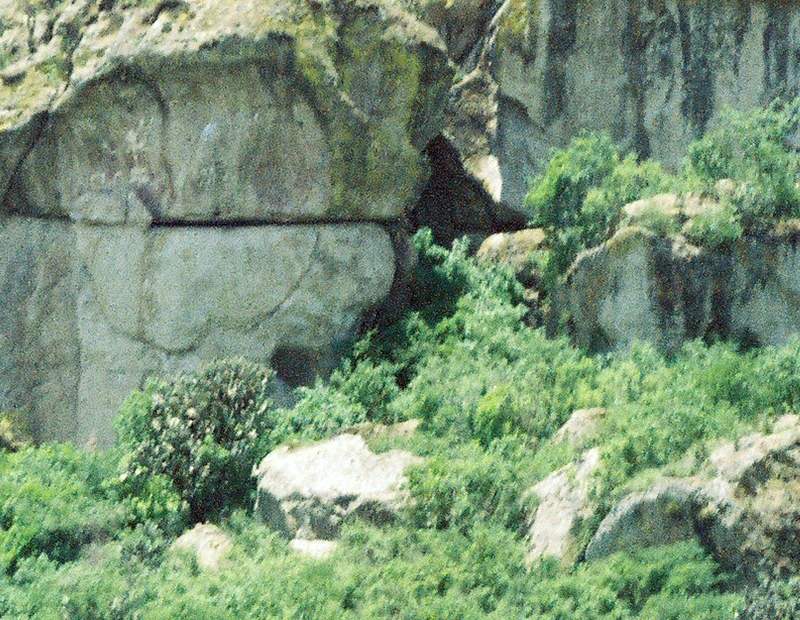
Entrée de la grotte de Guilá Naquitz.

Guilá Naquitz ou Güilá Naquitz est une grotte située dans l'extrême orient des vallées centrales d'Oaxaca (Mexique). Son importance historique est due au fait qu'il s'agit d'un des sites d'où proviennent les preuves les plus anciennes de la consommation de téosinte et du processus de domestication de cette plante pour produire finalement le maïs moderne. La grotte de Guilá Naquitz paraît avoir été occupée par des campements saisonniers d'automne de groupes nomades de chasseurs-cueilleurs, approximativement entre les années 8000 et 6500 av. J.C.